# Philippines Football League
La Philippines Football League  es la primera división del fútbol de Filipinas siendo la liga más importante de ese país, operaba bajo la Federación Filipina de Fútbol y es organizada por la Liga Futbol Inc. En 2016 se crea para sustituir a la United Football League de Filipinas.
Debido a problemas financieros y de logística la liga fue desaparecida y reemplazada por la Liga Premier Filipina, la cual tendrá su temporada inaugural en 2019. Sin embargo la Liga Premier Filipina no tuvo éxito y tampoco pudo disputar, la Football League continúa como el máximo nivel del fútbol en Filipinas.

## Equipos temporada 2022-23
| Club                    | Ciudad               | Estadio                          | Capacidad |
| ----------------------- | -------------------- | -------------------------------- | --------- |
| Azkals Development Team | Carmona, Cavite      | PFF National Training Center     | 1,000     |
| Dynamic Herb Cebu       | Talisay, Cebú        | Dynamic Herb Sports Complex      | 550       |
| Kaya–Iloilo             | Iloilo City, Iloilo  | Iloilo Sports Complex            | 7,000     |
| Maharlika Manila        | Manila, Metro Manila | Rizal Memorial Stadium           | 12,873    |
| Mendiola 1991           | Imus, Cavite         | City of Imus Grandstand          | 4,800     |
| Stallion Laguna FC      | Biñan                | Biñan Football Stadium           | 3,000     |
| United City FC          | Capas, Tarlac        | New Clark City Athletics Stadium | 20,000    |

## Palmarés
| Temporada | Campeón                                    | Subcampeón                                 |
| --------- | ------------------------------------------ | ------------------------------------------ |
| 2017      | Ceres Negros FC                            | Global Cebu FC                             |
| 2018      | Ceres Negros FC                            | Kaya FC                                    |
| 2019      | Ceres Negros FC                            | Kaya FC                                    |
| 2020      | United City FC                             | Kaya FC                                    |
| 2021      | Cancelado debido a la pandemia de covid-19 | Cancelado debido a la pandemia de covid-19 |
| 2022-23   | Kaya FC–Iloilo                             | Dynamic Herb Cebu                          |

## Títulos por equipo
| Club                             | Títulos | Subcampeonatos | Años Campeón           |
| -------------------------------- | ------- | -------------- | ---------------------- |
| United City FC (Ceres-Negros FC) | 4       | 0              | 2017, 2018, 2019, 2020 |
| Kaya FC                          | 1       | 3              | 2023                   |
| Global Cebu FC                   | 0       | 1              | ---                    |
| Cebu FC                          | 0       | 1              | ---                    |

### Títulos por región
| Región            | Títulos | Clubes         |
| ----------------- | ------- | -------------- |
| Negros Occidental | 4       | United City FC |

### Títulos por ciudad
| Ciudad / Pueblo | Títulos | Clubes         |
| --------------- | ------- | -------------- |
| Bacólod         | 4       | United City FC |

## Clasificación

### Ronda regular
Actualizado el 19 de junio de 2020.
Tabla elaborada desde 2017 hasta la finalizada temporada 2019.
| Pos. | Equipo                  | Temp | PJ | PG | PE | PP | GF  | GC  | DG.  | Pts. |
| ---- | ----------------------- | ---- | -- | -- | -- | -- | --- | --- | ---- | ---- |
| 1    | United City FC          | 3    | 77 | 58 | 11 | 8  | 241 | 64  | +177 | 185  |
| 2    | Kaya FC                 | 3    | 77 | 47 | 11 | 19 | 170 | 83  | +87  | 152  |
| 3    | Stallion Laguna FC      | 3    | 77 | 32 | 17 | 28 | 142 | 119 | +23  | 110  |
| 4    | Davao Águilas FC        | 2    | 53 | 15 | 16 | 22 | 87  | 95  | -8   | 61   |
| 5    | Global Cebu FC          | 3    | 77 | 15 | 14 | 48 | 80  | 214 | -134 | 59   |
| 6    | FC Meralco Manila       | 1    | 28 | 17 | 7  | 4  | 43  | 33  | +10  | 58   |
| 7    | JPV Marikina FC         | 2    | 53 | 16 | 8  | 29 | 88  | 111 | -23  | 53   |
| 8    | Green Archers United FC | 1    | 24 | 10 | 5  | 9  | 42  | 37  | +5   | 35   |
| 9    | Mendiola United FC      | 1    | 24 | 6  | 5  | 13 | 34  | 54  | -20  | 23   |
| 10   | Philippine Air Force FC | 1    | 24 | 3  | 2  | 19 | 18  | 86  | -68  | 11   |
| 11   | Ilocos United FC        | 1    | 28 | 1  | 6  | 21 | 24  | 73  | -49  | 9    |

### Play-offs
Actualizado el 19 de junio de 2020.
| Pos. | Equipo            | PJ | PG | PE | PP | GF | GC | DG. | Pts. |
| ---- | ----------------- | -- | -- | -- | -- | -- | -- | --- | ---- |
| 1    | United City FC    | 3  | 3  | 0  | 0  | 7  | 2  | +5  | 9    |
| 2    | FC Meralco Manila | 3  | 1  | 1  | 1  | 5  | 4  | +1  | 4    |
| 3    | Global Cebu FC    | 3  | 1  | 1  | 1  | 4  | 6  | -2  | 4    |
| 4    | Kaya FC           | 3  | 0  | 0  | 3  | 2  | 6  | -4  | 0    |